# Patrick O'Donoghue
Patrick O'Donoghue (Mourne Abbey, 4 maggio 1934 – Mallow, 24 gennaio 2021) è stato un vescovo cattolico irlandese.

## Biografia
Patrick O'Donoghue nacque il 4 maggio 1934 a Mourne Abbey, nella contea di Cork, in una famiglia di agricoltori con cinque figli.
Studiò alla Patrician Academy a Mallow. Nel 1959 si trasferì in Inghilterra per studiare prima alla Campion House ad Osterley, un quartiere di Londra, e dal 1961 al 1967 al seminario Allen Hall, all'epoca unito al St Edmund's College a Ware.

### Ministero sacerdotale
Fu ordinato presbitero il 25 maggio 1967 dal vescovo Patrick Joseph Casey, incardinandosi nell'arcidiocesi di Westminster. Dopo l'ordinazione sacerdotale, svolse il suo servizio pastorale nella parrocchia di Our Lady of Willesden dal 1967 al 1970. Fece poi parte del Diocesan Pastoral Mission Team dal 1970 al 1973 e maturò esperienza in 27 parrocchie dell'arcidiocesi. Dal 1973 al 1977 fu direttore pastorale presso il seminario Allen Hall a Chelsea. Lavorò poi presso la parrocchia di St Thomas of Canterbury a Fulham dal 1977 al 1978.
Fu nominato vice-amministratore della cattedrale nel 1978 fino al 1985 e in seguito amministratore dal 1990 al 1993. Contemporaneamente fu rettore del seminario Allen Hall dal 1985 al 1990.

### Ministero episcopale
Il 18 maggio 1993 papa Giovanni Paolo II lo nominò vescovo ausiliare di Westminster, assegnandogli la sede titolare di Tulana. Ricevette l'ordinazione episcopale il 29 giugno seguente per imposizione delle mani del cardinale Basil Hume. Il 5 giugno 2001 sempre papa Giovanni Paolo II lo nominò vescovo di Lancaster. Prese possesso della diocesi il 4 luglio successivo.
Nel corso degli anni del suo ministero si impegnò affinché la comunità fosse parte attiva della vita della Chiesa. Nel 2007 lanciò l'iniziativa Fit for Mission?, un programma pastorale di supporto e sviluppo della comunità dei fedeli in ogni ambito, dalla famiglia all'istruzione, dalla cura dei bisognosi al lavoro. L'iniziativa ebbe molto successo nel territorio della diocesi, tanto da ricevere gli elogi della Santa Sede.
Fu un fermo oppositore della progressiva e sempre più imperante secolarizzazione del sistema scolastico nel Regno Unito, esortando le scuole cattoliche della diocesi a mantenere saldi gli insegnamenti dalla Chiesa, cosa che gli attirò diverse critiche da parte soprattutto dei politici liberali.
Un'ulteriore sfida che dovette affrontare durante il suo ministero avvenne nel 2008, quando entrò in conflitto con l'agenzia di adozioni, di fondazione cattolica, Catholic Caring Services (CCS). Avendo l'agenzia accolto le direttive governative in merito alle adozioni da parte delle coppie omosessuali, il vescovo O'Donoghue dovette minacciare l'agenzia di dichiararla non più cattolica e quindi di interrompere ogni rapporto finanziario con la diocesi.
Resse la diocesi per 8 anni, ritirandosi il 1º maggio 2009. Morì il 24 gennaio 2021 presso la casa di riposo Nazareth House a Mallow, all'età di 86 anni. Fu sepolto, come da sua volontà, accanto ai suoi genitori nel cimitero di Mourne Abbey.

## Genealogia episcopale e successione apostolica
La genealogia episcopale è:
- Cardinale Scipione Rebiba
- Cardinale Giulio Antonio Santori
- Cardinale Girolamo Bernerio, O.P.
- Arcivescovo Galeazzo Sanvitale
- Cardinale Ludovico Ludovisi
- Cardinale Luigi Caetani
- Cardinale Ulderico Carpegna
- Cardinale Paluzzo Paluzzi Altieri degli Albertoni
- Papa Benedetto XIII
- Papa Benedetto XIV
- Papa Clemente XIII
- Cardinale Marcantonio Colonna
- Cardinale Giacinto Sigismondo Gerdil, B.
- Cardinale Giulio Maria della Somaglia
- Cardinale Carlo Odescalchi, S.I.
- Cardinale Costantino Patrizi Naro
- Cardinale Serafino Vannutelli
- Cardinale Domenico Serafini, Cong. Subl. O.S.B.
- Cardinale Pietro Fumasoni Biondi
- Arcivescovo Filippo Bernardini
- Vescovo Franziskus von Streng
- Arcivescovo Bruno Bernard Heim
- Cardinale Basil Hume, O.S.B.
- Vescovo Patrick O'Donoghue

La successione apostolica è:
- Vescovo Michael Gregory Campbell, O.S.A. (2008)